# Zimmerit

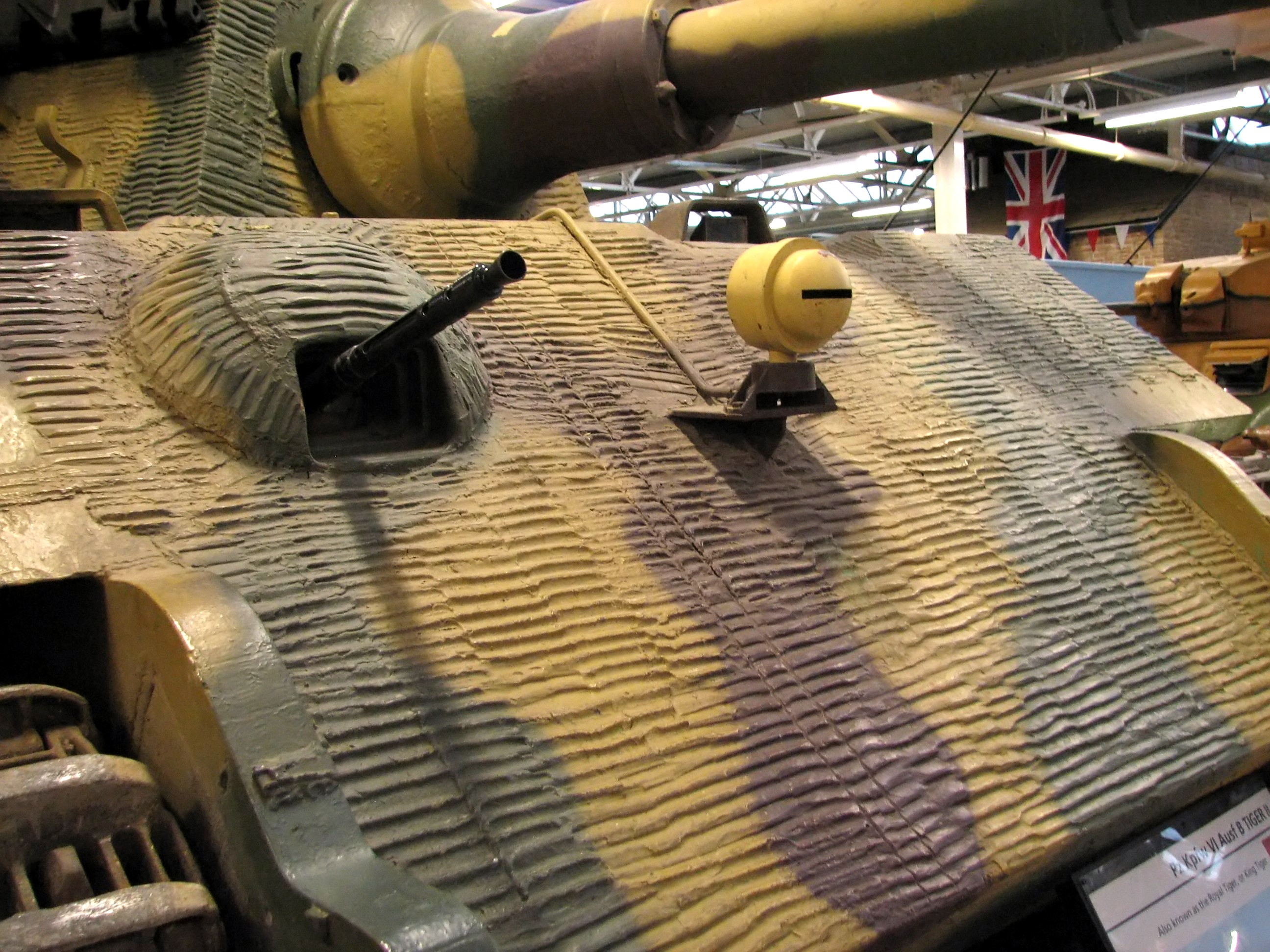
Zimmerit op de voorkant van een Tiger II

Zimmerit was een pasta die tijdens de Tweede Wereldoorlog gebruikt werd om Duitse pantservoertuigen te beschermen tegen kleef- en magnetische mijnen. Het ging hierbij om een uitvinding van de Chemische Werke Zimmer & Co.  (Berlin) waar het product zijn naam aan ontleent.
Zimmerit was een betonachtige substantie bestaande uit bariumsulfaat (40%), polyvinylacetaat (PVA) ofwel houtlijm (25%), okerpigment (15%), zaagsel (10%) en zinksulfide (10%), die meestal in de constructiehal al op het voertuig werd aangebracht, doch dit is naar het zich laat aanzien ook wel te velde gebeurd. De verticale oppervlakken van tanks en gemechaniseerde artillerie werden vanaf 1943 voorzien van een laag die enkele millimeters dik was en voorzien van een zeker reliëf om het hechten van mijnen te bemoeilijken. Als de laag was uitgehard kon deze met standaard metaalverf beschilderd worden. Of Zimmerit werkelijk effectief het aantal succesvolle infanterieaanvallen verminderde, is nooit echt bewezen maar het gaf de voertuigbemanningen in ieder geval een (vals?) gevoel van veiligheid.
De werking tegen magnetische mijnen berust op het vergroten van de afstand tussen het metalen gedeelte van de tank en een door de vijand aangebrachte magnetische mijn. Door deze grotere afstand is de hechting minder en de kans dat de mijn van het voertuig valt groter.

Bij kleefmijnen berust de werking op het door ribbels verkleinen van het oppervlak waarmee de kleefmijn contact maakt.
Vanaf het najaar van 1944 werd Zimmerit niet meer toegepast. Gevechtsvoertuigen moesten, nu het Derde Rijk van alle kanten bedreigd werd, in een recordtijd worden afgeleverd en men schrapte het aanbrengen van de pasta uit het productieproces: de tijd die nodig was voor het drogen en uitharden bedroeg 24 uur. Daarbij was het gerucht ontstaan dat Zimmerit brandbaar zou zijn, hetgeen de populariteit van het spul bij tankbemanningen sterk deed dalen.
Duitsland is het enige land geweest dat zijn pantservoertuigen op die wijze tegen magnetische mijnen en dergelijke heeft willen beschermen. Enkel de Britten zijn er in de Tweede Wereldoorlog toe overgegaan voor hetzelfde doeleinde tanks te voorzien van dunne stroken rubber, maar dit gebruik lijkt niet wijd verspreid geweest te zijn. Met de komst van draagbare granaatwerpers als de Panzerfaust, de bazooka of de Britse PIAT leek de rol van magnetische of kleefmijnen als antitankwapens voor de infanterie toch al uitgespeeld.